# Croton stenotrichus
Croton stenotrichus är en törelväxtart som beskrevs av Johannes Müller Argoviensis. Croton stenotrichus ingår i släktet Croton och familjen törelväxter. Inga underarter finns listade i Catalogue of Life.